# Метеорологічний буй

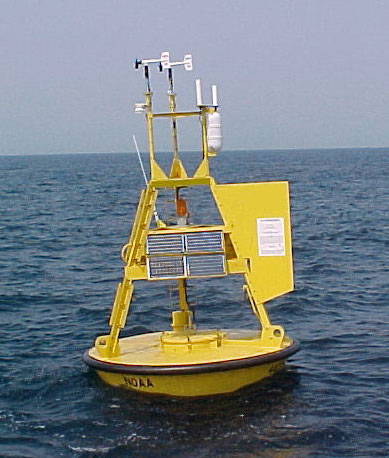
Метеорологічний буй National Data Buoy Center

Метеорологічні буї — це інструменти, які збирають дані про погоду та океан у світовому океані, а також допомагають під час реагування на надзвичайні ситуації на розлив хімічних речовин, судових розглядів та інженерного проектування. Пришвартовані буї використовуються з 1951 року, а дрейфуючі — з 1979 року. Пришвартовані буї з'єднуються з дном океану за допомогою ланцюгів, нейлону або плавучого поліпропілену. З занепадом метеорологічних кораблів вони взяли на себе більш основну роль у вимірюванні умов у відкритому морі з 1970-х років. Протягом 1980-х і 1990-х років мережа буїв у центральній і східній частині тропічного Тихого океану допомогла дослідити Ель-Ніньйо. Пришвартовані метеорологічні буї мають діаметр від 1,5–12 метрів (5–40 футів), тоді як дрейфуючі буї менші, з діаметром 30–40 сантиметрів (12–16 дюймів). Дрейфуючі буї є домінуючою формою метеорологічних буїв за величезною кількістю, їх 1250 розташовано по всьому світу. Дані вітру з буїв мають меншу похибку, ніж дані з кораблів.